# Sparkasse Rosenheim-Bad Aibling

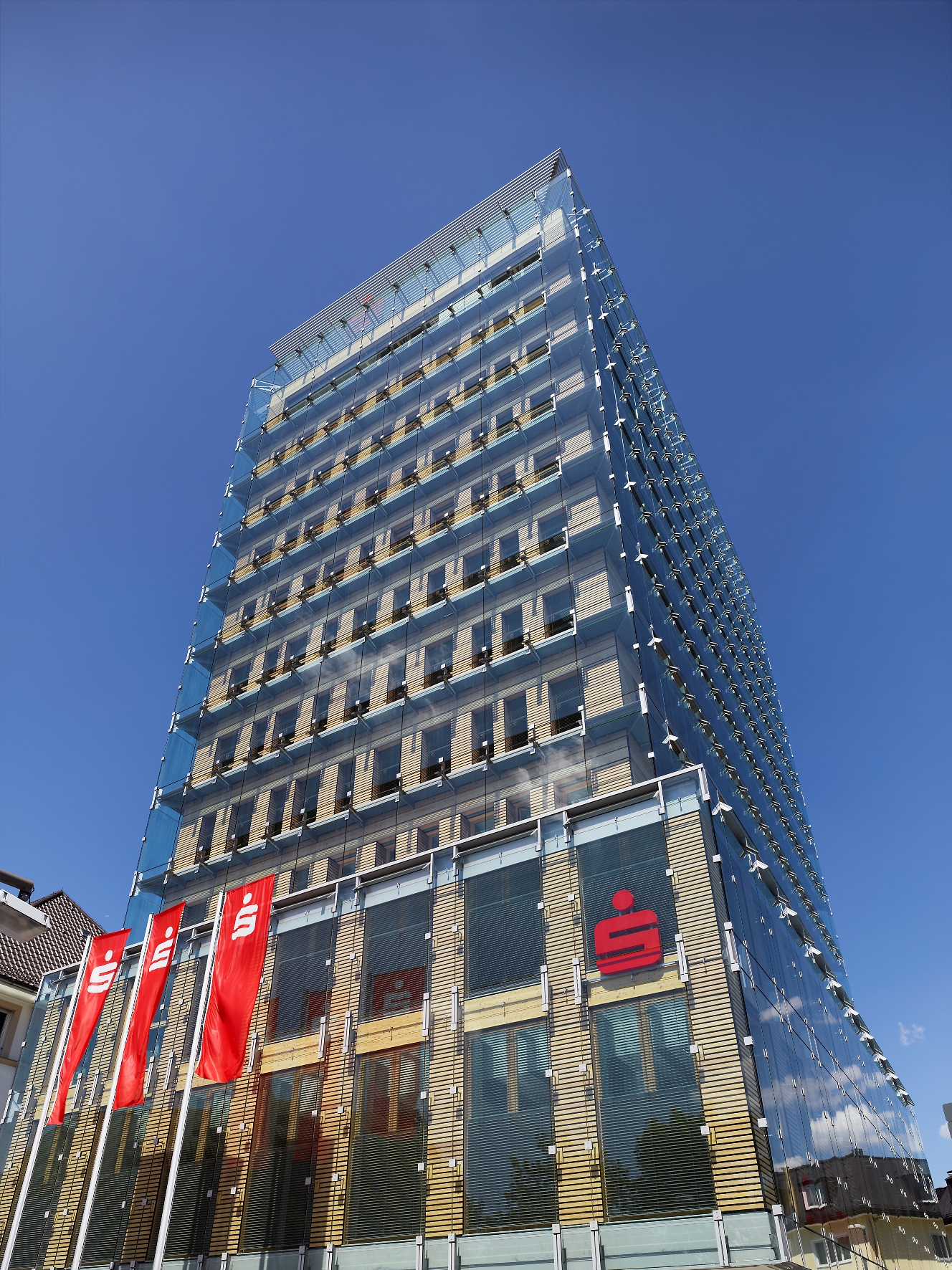
Das sanierte Sparkassenhochhaus in der Rosenheimer Innenstadt nach seiner Wiedereröffnung 2011

Die Sparkasse Rosenheim-Bad Aibling ist eine öffentlich-rechtliche Sparkasse mit Sitz in Rosenheim in Bayern. Ihr Geschäftsgebiet erstreckt sich über das Gebiet der Stadt und des Landkreises Rosenheim, mit Ausnahme der Städte und Gemeinden des ehemaligen Kreises Wasserburg am Inn, welche der Sparkasse Wasserburg zugeordnet sind. 
Als öffentlich-rechtliches Institut ist die Sparkasse Rosenheim-Bad Aibling dem Gemeinwohl und der Wirtschaftsförderung in der Region verpflichtet. Zu diesem öffentlichen Auftrag gehören im Aktivgeschäft die Bereitstellung von Krediten für Privatkunden, Unternehmen und öffentlichen Kunden einschließlich Baufinanzierungen, im Passivgeschäft die Anlage von Kundengeldern in diversen Spar- und Anlageformen sowie die Vermögensverwaltung und das Wertpapiergeschäft.
Für weitere Finanzdienstleistungen greift die Sparkasse Rosenheim-Bad Aibling auf ein Netzwerk diverser Verbundpartner innerhalb der Sparkassen-Finanzgruppe zurück: Im Bausparbereich arbeitet sie mit der Bayerischen Landesbausparkasse LBS zusammen, im Wertpapiergeschäft mit der zentralen Investmentgesellschaft DekaBank und im Bereich Versicherungen mit der Versicherungskammer Bayern. Weitere Partner sind die „Sparkassen Immobilien Vermittlungs GmbH“ und die Deutsche Leasing Gesellschaft.

## Geschichte
Am 5. Juni 1856 wurde die „Distriktsparkasse Rosenheim“ erstmals für Einlagen und am 3. Juli für Ausleihungen geöffnet. Erster Kassier war der Apotheker und vormalige Bürgermeister Johann Georg Rieder. Die Distriktsparkasse der damals noch sehr kleinen Marktgemeinde Rosenheim entwickelte sich gut: Ende 1859 betrugen die Einlagen bereits 150.000 Gulden.
1864 wurde in Bad Aibling die Distrikts-Sparkasse gegründet, die bis 1923 ehrenamtlich verwaltet wird. 1875 weicht der Gulden der Mark – es dauerte jedoch Jahre, bis die neue Währung bei der vorwiegend ländlichen Bevölkerung genügend Vertrauen fand. Ein Jahr zuvor wurde das Vermögen und die Verwaltung der Sparkassen durch Erlass der „Grundbestimmungen“ von den Gemeinden getrennt und damit eine Reform des Sparkassenwesens eingeleitet. In Rosenheim versäumte man es jedoch, die Höchstbetragsbegrenzung von 500 Mark für Einlagen aufzuheben. Im Mittertor, dem ersten Domizil der Sparkasse, wurde 1895 das Heimatmuseum eröffnet. Die Sparkasse hat ihre Amtsräume nunmehr im Rathaus – dem ehemaligen Bahnhof der Stadt. 
Mit Wirkung zum 1. Juni 1911 erhielten die Sparkassen die Genehmigung, den bargeldlosen Zahlungsverkehr aufzunehmen. 1914–18, bei der Zeichnung von Kriegsanleihen, kam die Sparkasse mit weiten Kreisen und Schichten der Bevölkerung in Berührung und nahm einen neuen Geschäftszweig bankmäßiger Art auf: das Effekten- und Depotgeschäft. 1921 wurde als erste Außenstelle der Sparkasse Rosenheim in Kiefersfelden eine Annahmestelle errichtet.
Die große Inflation von 1920–23 (zuletzt ein Dollar = 4,2 Billionen Mark), eine Folge des Ersten Weltkrieges, wurde mit der Einführung der Rentenmark beendet. Die Sparkasse zog in ein eigenes Gebäude an der Kufsteiner Straße um und bekam mit Christian Scharff den ersten fachlich ausgebildeten Sparkassenleiter. 1924 folgt die Fusion mit der 1866 gegründeten Bezirkssparkasse Prien.
Die Neuordnung des Geldwesens vom 30. August 1924, bei der die Rentenmark durch die neue Reichsmark abgelöst wurde, bot wieder eine solide Grundlage zum wirtschaftlichen Wiederaufbau. Das wirkte sich auch bei der Sparkasse aus. Bereits nach zwei Jahren überschritten die Einlagen die Millionengrenze.
1933 wurde den Sparkassen mit dem Sparkassengesetz die rechtliche Selbständigkeit verliehen – sie wurden gewissermaßen volljährig. Die Sparkasse Rosenheim wurde zwei Jahre später eine der ersten Zweckverbandssparkassen. Die Stadtgemeinde und der Bezirk – wenig später in Stadt und Landkreis umbenannt – bildeten nun einen Zweckverband auf völlig paritätischer Grundlage.
Mit Beginn des Zweiten Weltkrieges lichteten sich die Reihen in der Belegschaft schon am ersten Tag bedenklich. Fast das gesamte männliche Personal wurde in kurzer Zeit zum Heeresdienst eingezogen. 17 kehrten nicht mehr zurück. Der Kapitulation Deutschlands im Mai 1945 folgte eine 14-tägige Schaltersperre und ein Jahr der Unsicherheit. Die politische Säuberung wurde von der Besatzungsmacht streng durchgesetzt. 1946 führte der Bayerische Sparkassen- und Giroverband die erbetene Prüfung durch. Der damalige Prüfer Josef Gumpp wurde am 23. Juli vom damaligen Oberbürgermeister Weinberger und Landrat Habrunner mit der (zunächst kommissarischen) Leitung der Sparkasse beauftragt.
Der 20. Juni 1948 – der Tag X – war der Neubeginn in der Geschichte des deutschen Geldwesens. Die Sparkassenbelegschaft wurde in zwei bis drei Tagen von 45 auf 180 Mann erhöht. In nur fünf Tagen wurden rund 23.000 Anmeldungen mit 130 Millionen Reichsmark abgewickelt und das Kopfgeld von zunächst 40,- DM ausbezahlt. Auf Initiative der Sparkasse entstanden 1949 an der Wittelsbacherstraße in Rosenheim moderne Wohnblocks, um die dringendste Not der Nachkriegszeit, das Wohnungsproblem, zu lindern. Die durch Zuzug von Flüchtlingen und Vertriebenen erforderliche Wohnraumzwangsbewirtschaftung hielt bis Ende der 1950er Jahre an.
Zum 100-jährigen Bestehen bezog die Sparkasse ein neues Sparkassengebäude. Die Bilanzsumme wuchs auf 44 Millionen DM an; die Gesamteinlagen betrugen 38 Millionen DM; 140 Mitarbeiter verdienten hier ihr tägliches Brot. In den folgenden Jahren eröffnete die Sparkasse im Landkreis und in der Stadt zahlreiche Geschäftsstellen. Die elektronische Datenverarbeitung wurde eingeführt und bekam wachsende Bedeutung.
1968 wurde die erste Datenfernübertragung im europäischen Kreditgewerbe zwischen den Sparkassen Rosenheim und Bad Reichenhall in Betrieb genommen. Im November 1970 trat die Vorstandsverfassung für bayerische Sparkassen in Kraft. Sparkassenleiter Josef Gumpp wurde der erste Vorstandsvorsitzende, Josef Miehle Vorstandsmitglied und Michael Helf stellvertretendes Vorstandsmitglied. Ende November 1971 ging Josef Gumpp in den Ruhestand. Sein Nachfolger als Vorstandsvorsitzender wurde Josef Miehle (bis 31. Januar 1985). Weitere Vorstandsmitglieder waren Josef Dichtl (bis 1990) und Ludwig Holnburger (ab 1985 bis 2005 Vorstandsvorsitzender).
1978 überschritt die Bilanzsumme der Sparkasse die Milliarden-Mark-Grenze. 1980 wurde der Elektronische Zahlungsverkehr für Überweisungen eingeführt. Rosenheim gehörte zu den Testsparkassen. Als erstes Geldinstitut im südostbayerischen Raum erhielt die Sparkasse einen poolfähigen, elektronisch gesteuerten Geldautomaten.
1994 wurde die Sparkasse Rosenheim vom Weltwirtschaftsforum unter die 100 besten Hidden Champions in Europa eingeordnet. Mit einer Bilanzsumme von rund 3,7 Milliarden DM und rund 700 Mitarbeitern ist sie auch eine der großen unter den bayerischen Sparkassen. 
Ende 1998 bis Anfang 2002 erfolgt der in drei große Bauabschnitte aufgeteilte Umbau der Hauptstellengebäude. Zum 1. April 2005 fusionieren die Sparkasse Rosenheim und die Kreissparkasse Bad Aibling sowie die Zweckverbandsversammlung der Sparkasse Rosenheim zur heutigen „Sparkasse Rosenheim-Bad Aibling“. Der Kreistag und der Stadtrat stimmten diesen Beschlüssen am 27. Oktober 2004 zu. 
Zu Beginn des Jahres 2008 begann die Sanierung des Sparkassen-Hochhauses in der Kufsteiner Straße. Nach rund fünf Jahren Planung und Sanierung wurde es mit einem Festakt im Frühjahr 2011 offiziell eingeweiht. Mit 47,63 Metern ist das Hochhaus der Sparkasse Rosenheim-Bad Aibling das höchste Gebäude in der Rosenheimer Innenstadt. Auffallend ist die – für Hochhäuser seltene und untypische – Holzfassade mit schützender Glashaut, die im Rahmen des intelligenten Energiekonzepts auf äußere Umwelteinflüsse reagiert. Im Zuge der Sanierung erhielt das Gebäude einen zusätzlichen Eingang auf der Südseite, der über das ImmobilienCenter des Hauses den Durchgang zur Kundenhalle ermöglicht.
Im Oktober 2020 legte sie in Kooperation mit der DekaBank einen eigenen verwalteten Fond, den Rosenheim TopSelect R (ISIN DE000A2N44J8), auf.

## Gesellschaftliches Engagement
Die Sparkasse Rosenheim-Bad Aibling wendet jährlich mehr als drei Millionen Euro für Spenden und Sponsoring auf. Die Bandbreite der Förderung reicht von Sport über Bildung, soziale Zwecke bis hin zu Kunst, Kultur, Brauchtum und Tourismus. Seit dem Jahr 2006 bestehen zudem zwei eigene Sparkassenstiftungen Zukunft für die Unterstützung zahlreicher nachhaltiger Projekte in der Stadt und in dem Landkreis Rosenheim. 2016 gründete die Sparkasse Rosenheim-Bad Aibling darüber hinaus den Stifterkreis Zukunft, eine Dachstiftung zur Aufnahme von Stiftungsfonds.